# Sondra Radvanovsky
Sondra Radvanovski, ameriška operna pevka sopranistka, *11. april 1969, Berwyn, ZDA.
Sondra Radvanovski nastopa na najpomebnejših svetovnih opernih odrih v glavnih sopranskih vlogah (Elvira v Ernaniju, Leonora v Trubadurju, Elizabeta v Don Carlosu, Norma v istoimenski Bellinijevi operi ...) 
V gledališki sezoni 2015/16 je v Metropolitnski operi uspešno nastopila v vlogah treh kraljic v tudorski trilogiji (Anna Bolena, Maria Stuart, Roberto Devereaux) Gaetana Donizettija. S tem je postala prva sopranistka v zgodovini te operne hiše, ki se je odločila spoprijeti s tem zahtevnim pevskim in igralskim izzivom.